# Neognophomyia hirsuta
Neognophomyia hirsuta är en tvåvingeart som först beskrevs av Alexander 1913.  Neognophomyia hirsuta ingår i släktet Neognophomyia och familjen småharkrankar. Inga underarter finns listade i Catalogue of Life.